# 小齿葡萄核虫
小齿葡萄核虫（学名：Gigartacon denticulatus）为葡萄核虫科葡萄核虫属的动物。分布于太平洋、印度洋、地中海，包括东海等海域。
其种加词“Denticulatus”意为“具细齿的”。